# Chevrolet SS
Chevrolet SS – samochód osobowy klasy wyższej produkowany pod amerykańską marką Chevrolet w latach 2013 – 2017.

## Historia i opis modelu

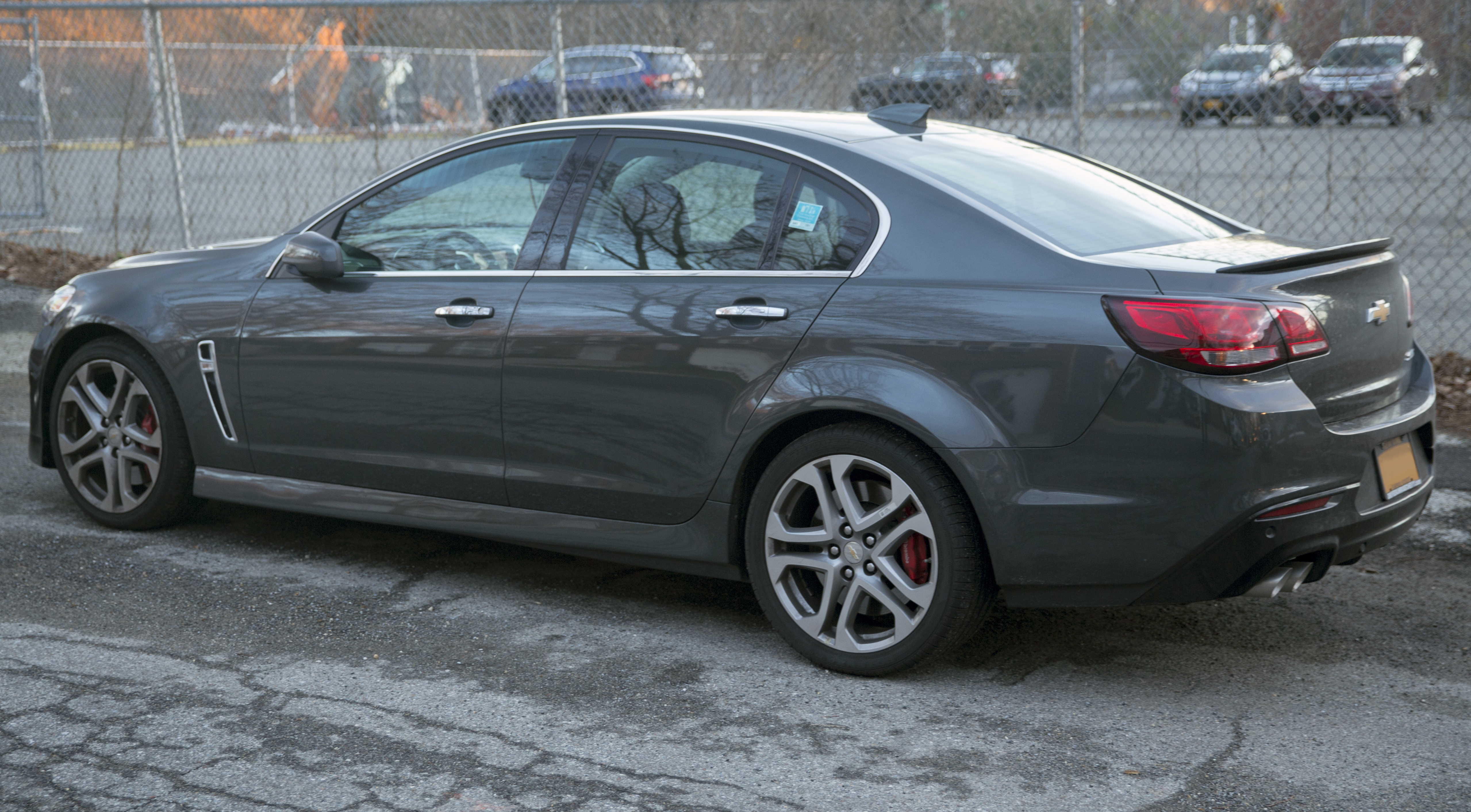
Chevrolet SS - tył

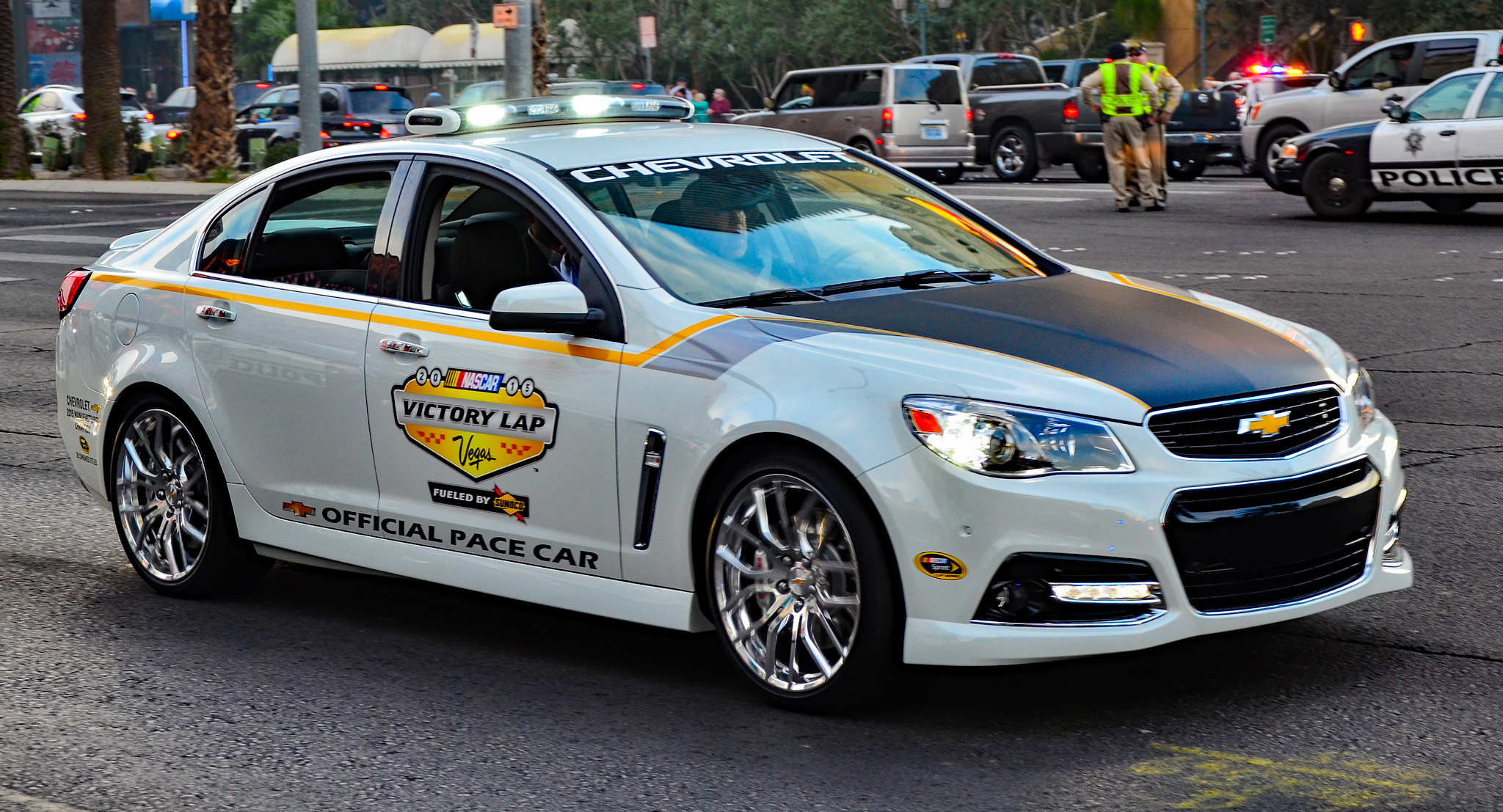
Chevrolet SS NASCAR Safety Car

W lutym 2013 roku Chevrolet przedstawił dużego sedana o nazwie SS jako kolejny wynik współpracy między australijskim, a amerykańskim oddziałem koncernu General Motors.
W ten sposób, produkowany lokalnie Holden Commodore właśnie zaprezentowanej czwartej generacji przeszedł modyfikacje z myślą o wymaganiach rynku Ameryki Północnej, zyskując kierownicę po lewej stronie, zmienione oświetlenie oraz oznaczenia Chevroleta.
W przeciwieństwie do australijskiego oryginału, Chevrolet SS dostępny był tylko w jednym, sportowym wariancie napędzanym 6,2-litrowym V8 o mocy 415 KM. Cechą charakterystyczną pojazdu był napęd tylny.

### Koniec produkcji
W styczniu 2017 roku Chevrolet potwierdził, że model SS zniknie ze sprzedaży w drugiej połowie roku i nie otrzyma następcy. Decyzja ta była rezultatem zakończenia produkcji modelu Holden Commodore oraz zakończenia działalności zakładów produkcyjnych General Motors w Australii.

### Silnik
- V8 6.2l LS3